# Bassa Mawem
Bassa Mawem (* 9. November 1984 in Nouméa) ist ein französischer Sportkletterer.

## Karriere
Mawem begann das Klettern mit 15 Jahren. Ab dem Jahr 2011 wurde er Mitglied in der französischen Nationalmannschaft, in der er seit dem Jahr 2014 neben seinem Bruder Mickaël Mawem antritt. Er war Teilnehmer an der ersten French Ninja Warrior Ausgabe.
Er ist sechsfacher französischer Meister im Speedklettern (2013, 2015, 2016, 2018, 2019 und 2022).
Bei der Kletterweltmeisterschaft 2018 in Innsbruck konnte er sich, nachdem er kurz vor Schluss einen Fußhalt verpasste, die Silbermedaille im Speedklettern sichern. Bei der Kletterweltmeisterschaft 2019 in Hachiōji scheiterte er zunächst bei der Qualifikation für die Olympischen Spiele 2020. In der Olympiaqualifikation in Toulouse konnte er sich dann als Vierter für die Spiele qualifizieren.
Im Qualifikationslauf der Olympischen Spiele 2020 etablierte Mawem am 3. August 2021 in Tokio den ersten olympischen Rekord im Speedklettern mit 5,45 Sekunden. Dadurch qualifizierte er sich auch für das Finale, zog sich jedoch im Boulder-Wettbewerb eine Verletzung des Bizeps zu und musste daher dieses verletzt absagen. So wurde er schließlich – ohne teilzunehmen – Achter.
Am 15. September 2023 qualifizierte er sich beim europäischen Qualifikationswettkampf in Rom für die Olympischen Sommerspiele 2024 in Paris. Dort trat er im Speedklettern an, setzte sich in der Qualifikation für das Achtelfinale mit einer Zeit von 5:17 Sekunden und einem Vorsprung von einer Hundertstelsekunde gegenüber dem Ukrainer Yaroslav Tkach durch
und schied im Viertelfinale mit einer Zeit von 5:26 Sekunden gegen den späteren Goldmedaillengewinner Veddriq Leonardo aus Indonesien aus.
Er gehört der Fédération française de la montagne et de l’escalade (FFME) an.